# Hahake
Hahake è un distretto delle Tonga della divisione di Vava'u con 2 177 abitanti (censimento 2021).

## Località
Di seguito l'elenco dei villaggi del distretto:
- Ha'alaufuli - 431 abitanti
- Ha'akio - 135 abitanti
- Houma - 189 abitanti
- Mangia - 106 abitanti
- Ta'anea - 649 abitanti
- Tu'anikivale - 399 abitanti
- Koloa - 154 abitanti
- Holeva - 114 abitanti

La maggior parte dei villaggi di questo distretto si trovano sull'isola principale di Vava'u: 'Utu Vava'u. Il villaggio di Koloa ed Holeva si trovano sull'isola di Koloa.

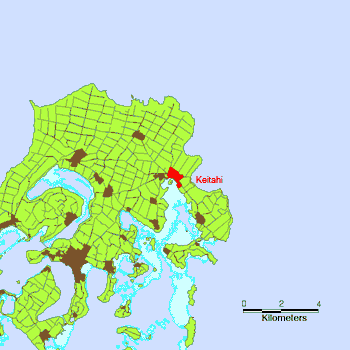
Posizione del villaggio di Ha'alaufuli, sull'isola 'Utu Vava'u.
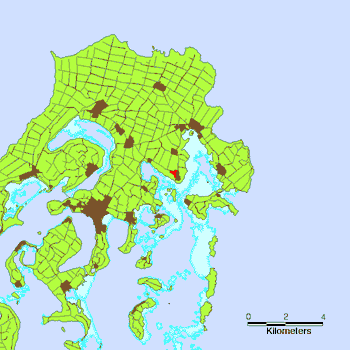
Posizione del villaggio di Houma, sull'isola 'Utu Vava'u.
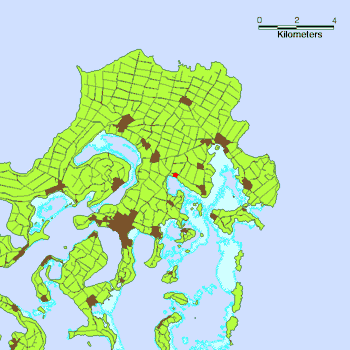
Posizione del villaggio di Mangia, sull'isola 'Utu Vava'u.
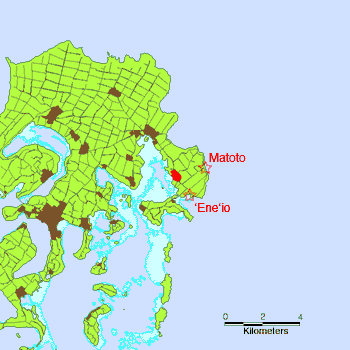
Posizione del villaggio di Tu'anikivale, sull'isola 'Utu Vava'u.
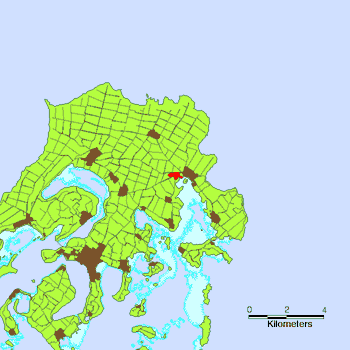
Posizione del villaggio di Ta'anea, sull'isola 'Utu Vava'u.
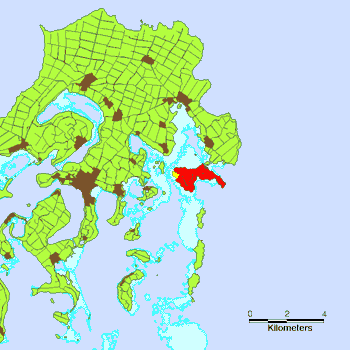
Posizione dell'isola Koloa.